# 加里 (木薯粉)

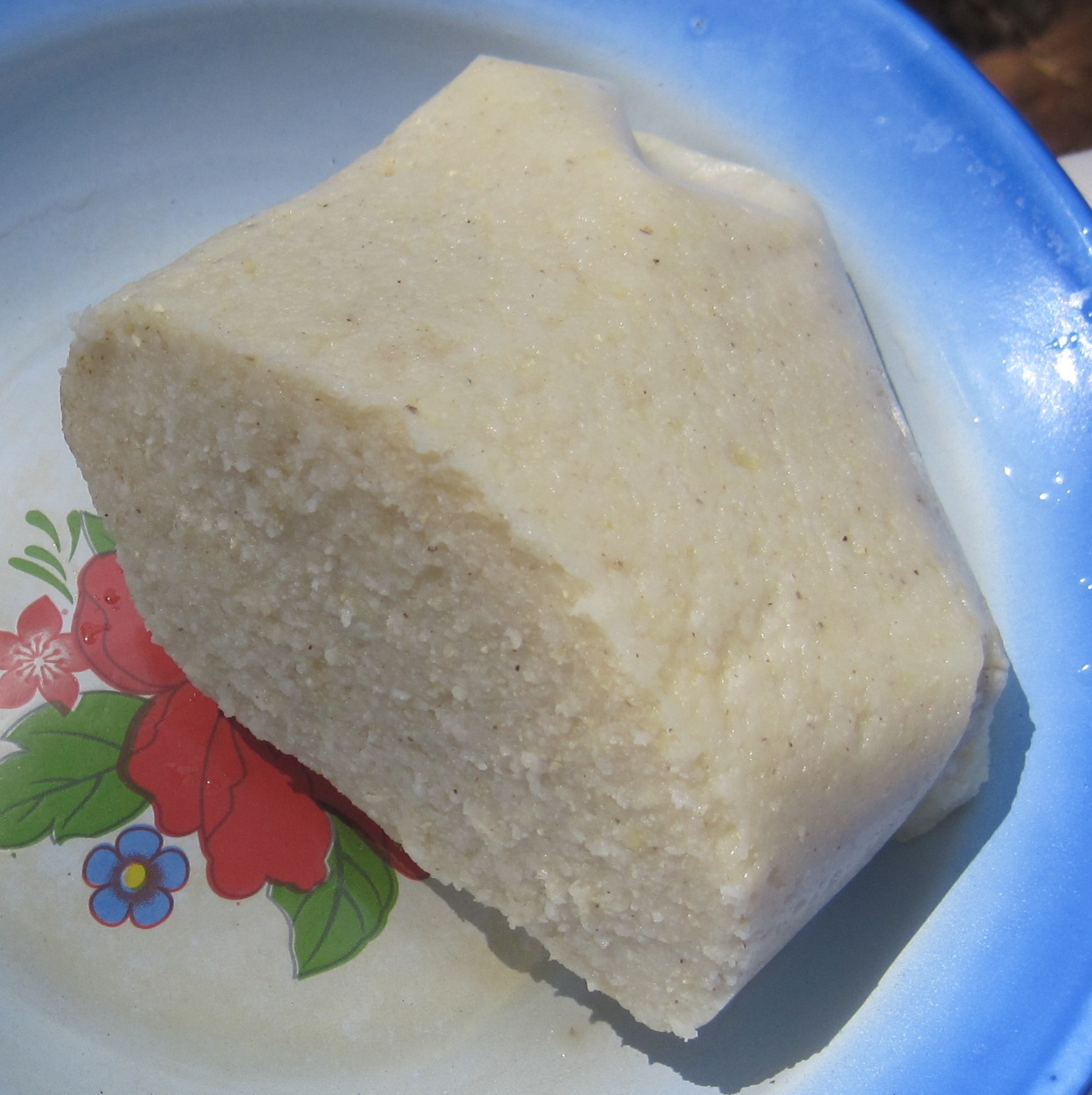
煮熟的加里，攝於喀麥隆

在西非，加里（Garri）一詞是指從新鮮收穫的木薯的含澱粉塊根，加工取得獲得的糊狀顆粒麵粉。
在豪萨语中，Garri一詞也可以指加工其他植物（如高梁、玉米、大米、甘藷、大蕉、小米）所得的粉狀顆粒。例如： garin dawa是加工高梁獲得的；而garin masara和garin alkama分別來自加工玉米和小麥。Garin magani是一种粉状药物。
與冷水或開水混合的麵粉食品是尼日利亚、贝宁共和国、多哥、加纳、几内亚、喀麦隆和利比里亚各民族的主要食物之一。
制作加里粉時，将木薯塊莖去皮、清洗、磨碎或壓碎成糊狀物，再與棕櫚油混合，經發酵三至七日（此步驟可以去除某些品種木屬中所含的有毒氰化物），任其自然散失水分，或放入網袋以壓榨機壓榨 1-3 小時以去除多餘的水分。乾燥後过筛，在大型粘土爐中烘烤（可選擇加入棕櫚油），所得的乾燥干燥顆粒狀的加里可以久放，也可以搗碎或研磨成細粉。 

## 料理
Eba是一種硬麵團，是將加里浸泡在熱水中並用木棒揉捏到變成光滑的麵團。可與多種湯和醬汁一起食用，例如秋葵湯、埃古斯湯、蔬菜湯、afang湯、banga湯和苦葉湯。
Kokoro是尼日利亞常見的零食，特別是在尼日利亞南部和東南部的阿比亚州、河流州、阿南布拉州、埃努古州和伊莫州。它由玉米粉制成，与加里和糖混合并油炸。
各種加里的質地不一，大致可分为粗糙、中等和光滑，不同的食物需要使用不同的加里。
作为零食、麦片或便餐， 加里可以浸泡在冷水中（它会沉到底部），与糖或蜂蜜混合，有时还会加入烤花生或花生或淡奶。浸泡加里所需的水量为3：1。 加里也可以不加水，與糖和烤花生一起乾食。
干燥的加里可以和煮軟的豆子和棕榈油一起食用，在加纳的加语中称为yoo ke garri或Foto garri。Foto garri是湿加里與炖肉組合，而yoo ke garri是加里與豆子，通常作为午餐食用。在尼日利亚，它也与豆饼一起食用。
準備全餐時，一般是將加里加入熱水中揉成麵團，可以與各種濃稠多葉蔬菜燉菜、瓜子燉菜、花生燉菜或豆類一起食用。
細加里（在约鲁巴语中被称为lebu）可以与胡椒和其他辛辣調味料混合，加入少量温水和棕櫚油，用手搅拌至软。这种加里配上炸鱼，在耶稣受难日与frejon一起食用。

## 变化
在西非有白色和黄色兩種形式。黃加里是在木薯糊发酵阶段之前添加棕榈油製得， 或者也可以使用黄肉品种的木薯制成。白色加里則是不添加棕榈油炒炸製得。
黄色和白色加里的變化形在尼日利亚和喀麦隆很常见。有一種白色加里的變化型常被称为garri-Ijebu ，主要由约鲁巴人製作。
在加纳則根據加里的味道和顆粒大小來判定，顆粒較細、較甜的加里的價值，要比較酸、顆粒較粗的來得高。商業食品供應商偏好澱粉含量高的粗顆粒，因為浸泡在水中時會產生更多的量。
买家在測試新鲜度时，以較脆的顆粒為準。
加里也可不經烹調直接作為零食食用，只需放入碗中加入冷水、糖、花生和牛奶即可。例如，ijebu-garri的顆粒較細，具有特別的酸味，非常适合这样食用。在西非的大部分地区，還會添加糖或蜂蜜，以及椰子塊、花生、虎坚果奶，以及腰果。
大部分的食譜是將加里加入沸水并搅拌，制成坚硬的糊状物或粥。Eba通常与汤或炖菜一起食用。非洲的許多地区都有类似的主食。
在利比里亚則可與花生和蜂蜜混合制作叫做kanyan的甜点。

## 营养价值
加里的成分木薯富含纤维、铜和镁。